# XXI Premis Cinematogràfics José María Forqué
La cerimònia dels XXI Premis Cinematogràfics José María Forqué es va celebrar al Palacio de Congresos (Campo de las Naciones) de Madrid l'11 de gener de 2016. Es tracta d'uns guardons atorgats anualment des de 1996 per l'EGEDA com a reconeixement a les millors produccions cinematogràfiques espanyoles pels seus valors tècnics i artístics produïdes entre l'1 de gener i el 31 de desembre de 2015.
La llista de nominats es va fer pública el 4 de desembre de 2015. En aquesta edició es va incloure un premi al millor curtmetratge i el premi al millor cinema i educació en valors, atorgat per la Fundación de Ayuda contra la Drogadicción.
La gala fou presentada per José Corbacho i Macarena Gómez, gaudí de la presència d'El Tricicle, la bicampiona mundial de badminton Carolina Marín i les actuacions d'Antonio Orozco, Edurne, Manuel Carrasco, Pablo López Jiménez o Soraya Arnelas, i fou emesa per La 1 de TVE. Va comptar amb la presència del ministre d'Educació, Cultura i Esport, Íñigo Méndez de Vigo; la presidenta de la Comunitat de Madrid, Cristina Cifuentes; el president de l'Acadèmia de Cinema, Antonio Resines, i el president d'EGEDA, Enrique Cerezo.

## Nominacions i premis
Els nominats i guanyadors d'aquesta edició foren:
| Millor pel·lícula | Millor documental |
| --- | --- |
| - Truman - Ningú no vol la nit - A cambio de nada - El Clan | - Nacido en Gaza de Hernán Zin - 13. Miguel Poveda de Francisco Ortiz - Basilio Martín Patino. La décima carta de Virginia García del Pino - Ciutat morta de Xavier Artigas i Xapo Ortega - I Am Your Father de Toni Bestard i Marcos Cabotá |
| Millor actor | Millor actriu |
| - Ricardo Darín per Truman - Guillermo Francella per El Clan - Javier Cámara per Truman - Luis Tosar per El desconocido - Pedro Casablanc per B, la película                            | - Natalia de Molina per Techo y comida - Irene Escolar per Un otoño sin Berlín - Juliette Binoche per Ningú no vol la nit - Nora Navas per L'adopció - Penélope Cruz per Ma ma                                                               |
| Millor curtmetratge | Millor pel·lícula llatinoamericana |
| - El corredor de José Luis Montesinos - Bikini de Óscar Bénacer - Inside the Box de David Martín Porras - Os meninos do río de Javier Macipe Costa - Óscar desafinado de Mikel Alvariño | - El club de Pablo Larraín - El Clan de Pablo Trapero - El abrazo de la serpiente de Ciro Guerra - La memoria del agua de Matías Bize - Magallanes de Salvador del Solar                                                                     |
| Premi al Cinema i Edudació en valors | |
| - Atrapa la bandera, de Enrique Gato - A cambio de nada de Daniel Guzmán - El club de los incomprendidos, de Carlos Sedes - Requisits per ser una persona normal, de Leticia Dolera     | |
| Medalla d'honor | |
| Santiago Segura | |